# Épinouze
Épinouze est une commune française située dans le département de la Drôme en région Auvergne-Rhône-Alpes.

## Géographie

### Localisation
Épinouze est situé au nord du département, à 10 km de Chanas et de Saint-Rambert-d'Albon.

### Relief et géologie
Sites particuliers :

### Hydrographie
La commune est arrosée par les cours d'eau suivants :
- le Dolon ;
- le Dolure ;
- l'Oron ;
- l'Oronnat.

### Climat
Pour des articles plus généraux, voir Climat d'Auvergne-Rhône-Alpes et Climat de la Drôme.
En 2010, le climat de la commune est de type climat du Bassin du Sud-Ouest, selon une étude du CNRS s'appuyant sur une série de données couvrant la période 1971-2000. En 2020, Météo-France publie une typologie des climats de la France métropolitaine dans laquelle la commune est dans une zone de transition entre le climat de montagne et le climat méditerranéen et est dans la région climatique  Moyenne vallée du Rhône, caractérisée par un bon ensoleillement en été (fraction d’insolation > 60 %), une forte amplitude thermique annuelle (4 à 20 °C), un air sec en toutes saisons, orageux en été, des vents forts (mistral), une pluviométrie élevée en automne (250 à 300 mm).
Pour la période 1971-2000, la température annuelle moyenne est de 12,1 °C, avec une amplitude thermique annuelle de 18 °C. Le cumul annuel moyen de précipitations est de 853 mm, avec 8,5 jours de précipitations en janvier et 5,7 jours en juillet. Pour la période 1991-2020, la température moyenne annuelle observée sur la station météorologique de Météo-France la plus proche, sur la commune de Saint-Sorlin-en-Valloire à 3 km à vol d'oiseau, est de 13,0 °C et le cumul annuel moyen de précipitations est de 854,9 mm,. Pour l'avenir, les paramètres climatiques de la commune estimés pour 2050 selon différents scénarios d'émission de gaz à effet de serre sont consultables sur un site dédié publié par Météo-France en novembre 2022.

## Urbanisme

### Typologie
Au 1er janvier 2024, Épinouze est catégorisée bourg rural, selon la nouvelle grille communale de densité à 7 niveaux définie par l'Insee en 2022.
Elle est située hors unité urbaine. Par ailleurs la commune fait partie de l'aire d'attraction de Roussillon, dont elle est une commune de la couronne,. Cette aire, qui regroupe 27 communes, est catégorisée dans les aires de 50 000 à moins de 200 000 habitants,.

### Occupation des sols
L'occupation des sols de la commune, telle qu'elle ressort de la base de données européenne d’occupation biophysique des sols Corine Land Cover (CLC), est marquée par l'importance des territoires agricoles (89,2 % en 2018), en diminution par rapport à 1990 (92,1 %). La répartition détaillée en 2018 est la suivante : 
cultures permanentes (36,6 %), terres arables (27,6 %), zones agricoles hétérogènes (25 %), zones urbanisées (8,5 %), forêts (2,3 %). L'évolution de l’occupation des sols de la commune et de ses infrastructures peut être observée sur les différentes représentations cartographiques du territoire : la carte de Cassini (XVIIIe siècle), la carte d'état-major (1820-1866) et les cartes ou photos aériennes de l'IGN pour la période actuelle (1950 à aujourd'hui).

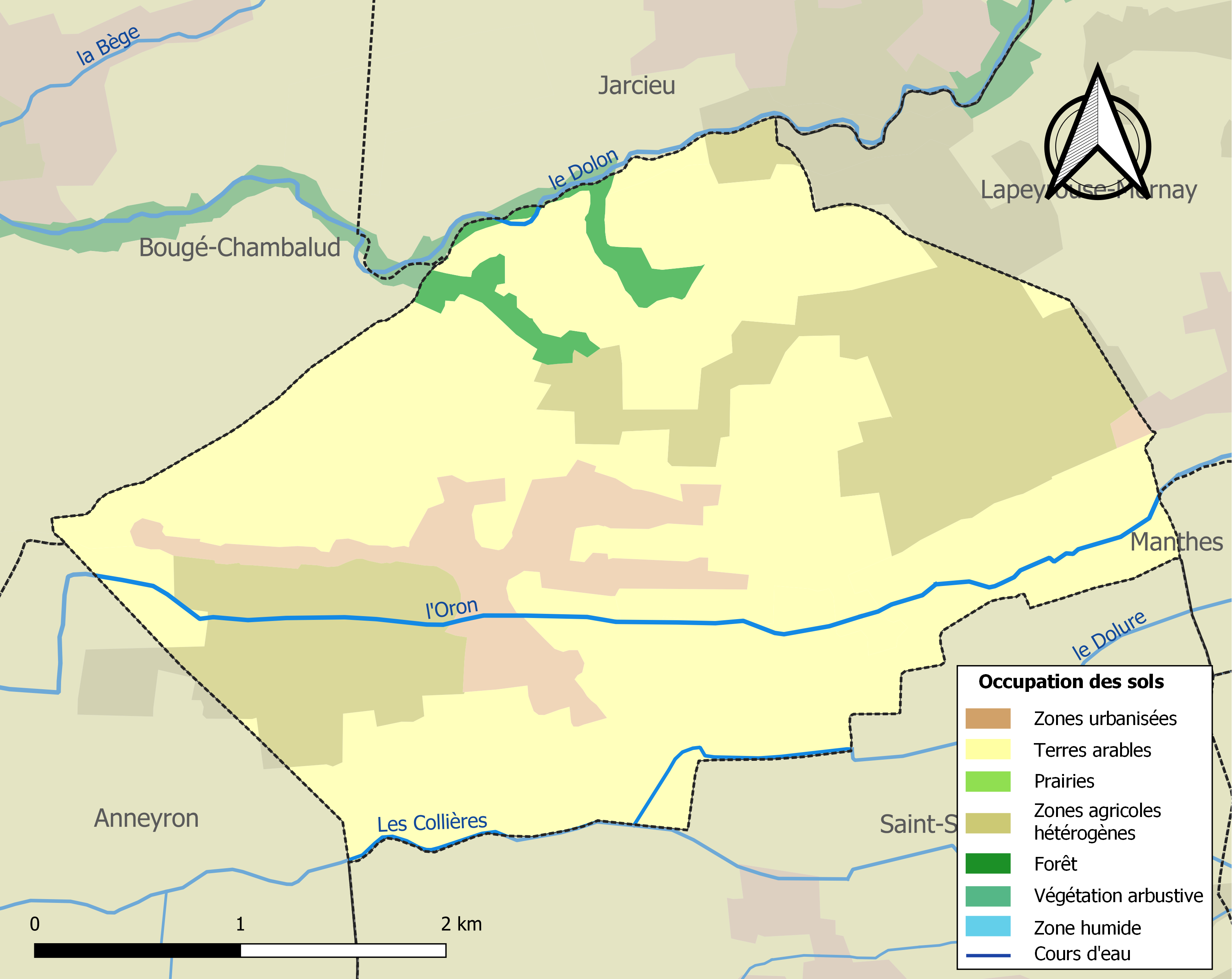
Carte des infrastructures et de l'occupation des sols de la commune en 2018 (CLC).

### Morphologie urbaine

#### Quartiers, hameaux et lieux-dits
Site Géoportail (carte IGN) :
- Beauregard
- Chante-et-Bois
- Cotonnay
- Lachal (château)
- la Bouillardière
- la Cabine Baron
- la Combe du Buis
- la Gare
- Landrin
- la Rivacole
- la Richardière
- le Belmont
- le Bois Baudet
- le Bois Blondat
- le Chirial
- le Clos de la Combe
- le Mouchet
- le Riez
- les Biesses
- les Brosses des Blains
- les Bruyères
- les Craies
- les Éguyères
- les Galizes
- les Routes
- les Sauvagères
- les Seillières
- les Taneurs
- le Vieux Village
- le Village Neuf
- Moulin d'Oron
- Murinais

## Toponymie

### Attestations
Dictionnaire topographique du département de la Drôme :
- 1000 : villa que dicitur Spinosa in valle Aurea (cartulaire de Saint-André-le-Bas, 102).
- 1000 : mention de l'ager : ager qui est in valle Aurea et dicitur Spinosa (cartulaire de Saint-André-le-Bas, 102).
- 1267 : villa de Spinosa (inventaire des dauphins, 345).
- 1267 : villa alias de Espinosa (inventaire des dauphins, 444).
- 1267 : mention de la paroisse : parrochia de Spinosa (inventaire des dauphins, 2144).
- 1521 : mention de la paroisse : ecclesia Espinose (pouillé de Vienne).
- 1788 : Epinouse (alman. du Dauphiné).
- 1891 : Epinouze, commune du canton du Grand-Serre.

### Étymologie
De l’occitan espinòs « buisson épineux », du francoprovençal epena et du suffixe féminin -ouse (du latin -osa). Le toponyme signifierait « ( terre ) couverte de buissons ».

## Histoire

### Antiquité: les Gallo-romains
- Site romain de la ferme de Landrin[15].
- Couvercle de sarcophage paléo-chrétien (au château de Lachal)[15].

### Du Moyen Âge à la Révolution
Épinouze serait l'ancienne Epaone où s'est tenu, au VIe siècle, le Concile sur la discipline ecclésiastique.
Au point de vue féodal, Épinouze faisait partie de la terre et seigneurie de Moras.
Avant 1790, Épinouze était une paroisse du diocèse de Vienne et de la communauté et mandement de Moras.

Son église était dédié à saint Bonnet. Les dîmes appartenaient à l'abbé de Saint-Pierre de Vienne qui présentait à la cure. L'ager d'Épinouze avait la même étendue que la paroisse de ce nom.

#### Les Templiers et/ou les Hospitaliers
Château de Lachal, ancienne commanderie.

Cette commanderie a été premièrement attribuée aux Templiers,. Aujourd'hui, cette interprétation est remise en question : une commanderie de l'ordre de Saint-Jean de Jérusalem est attestée à partir de 1263 (alors que l'ordre du Temple a été dissout en 1312) : « L'implantation des Hospitaliers à Lachal a dû se faire au cours du XIIIe siècle, voire avant, une commanderie hospitalière étant mentionnée dans le probus en 1263. ». En 1317, nous avons : Frater Artaudus Helye, preceptor domus Hospitalis de Calma, de Chalma. Par ailleurs, durant la période hospitalière, le moulin du Temple, dépendant de la commanderie de Lachal, était celui de l'ancienne commanderie templière d'Albon, ce qui a amené certains auteurs à penser que cette commanderie fut d'abord de l'ordre du Temple.
On constate deux états de construction : un état roman et un du XIIIe siècle au XIVe siècle. À l'origine, le corps du logis était une chapelle romane entourée d'un cimetière qui a probablement été donnée aux hospitaliers par le dauphin du Viennois au XIIIe siècle. Les hospitaliers modifièrent la chapelle en la fortifiant par une tour-porche.

En 1480, la commanderie de Lachal est réunie à la commanderie de Bellecombe près de Heyrieux.
Au XVIe siècle, le commandeur Humbert de Beauvoir entreprend de nouveaux travaux en construisant la chapelle Saint-Jean et en restructurant le corps de logis existant (on peut encore voir les plafonds à la française, de belles cheminées dont une aux armes d'Humbert dans la salle du commandeur, ainsi qu'un sol carrelé en arêtes de poisson.
Après la dissolution de l'ordre de Saint-Jean-de-Jérusalem en 1793, la commanderie est vendue comme bien national.

### De la Révolution à nos jours
En 1790, Épinouze fait partie de la commune de Moras.
La révolution de février 1848 est favorablement accueillie au village d'Épinouze, qui faisait alors partie de Moras-en-Valloire. Plusieurs peupliers sont plantés comme arbres de la liberté en célébration de la Deuxième République.

Quatre ans plus tard, le régime étant devenu autoritaire, le préfet Ferlay demande leur arrachage (décret du 8 janvier 1852). La municipalité ne s'exécute pas. Ils ne disparaîtront que dans les années 1970.
le 11 juillet 1878, la paroisse d'Épinouze est distraite de la commune de Moras pour former une commune distincte du canton du Grand-Serre,.

## Politique et administration

### Liste des maires
| Période                                                | Période                   | Identité                          | Étiquette        | Qualité               |
| ------------------------------------------------------ | ------------------------- | --------------------------------- | ---------------- | --------------------- |
| Les données manquantes sont à compléter. : depuis 1878 |                           |                                   |                  |                       |
| 1878                                                   | 1881                      | Pierre Tantillon                  |                  |                       |
| 1881 (élection ?)                                      | 1884                      | Alphonse Cleu                     |                  |                       |
| 1884                                                   | 1888                      | Hippolyte Monod                   |                  |                       |
| 1888                                                   | 1891                      | Alphonse Cleu                     |                  |                       |
| 1891 (élection ?)                                      | 1892                      | Joseph Graillat                   |                  |                       |
| 1892                                                   | 1896                      | Joseph Graillat                   |                  | maire sortant         |
| 1896                                                   | 1900                      | Hippolyte Monod                   |                  |                       |
| 1900                                                   | 1904                      | Hippolyte Monod                   |                  | maire sortant         |
| 1904                                                   | 1908                      | Hippolyte Monod                   |                  | maire sortant         |
| 1908                                                   | 1912                      | Hippolyte Monod                   |                  | maire sortant         |
| 1912                                                   | 1919                      | Émile Montluet                    |                  |                       |
| 1919                                                   | 1925                      | Émile Montluet                    |                  | maire sortant         |
| 1925                                                   | 1929                      | Émile Montluet                    |                  | maire sortant         |
| 1929                                                   | 1935                      | Édouard Martin-Rosset             |                  |                       |
| 1935                                                   | 1945                      | Édouard Martin-Rosset             |                  | maire sortant         |
| 1945                                                   | 1947                      | Henri Sibert                      |                  |                       |
| 1947                                                   | 1953                      | Henri Sibert                      |                  | maire sortant         |
| 1953                                                   | 1959                      | Henri Sibert                      |                  | maire sortant         |
| 1959                                                   | 1965                      | Henri Sibert                      |                  | maire sortant         |
| 1965                                                   | 1971                      | Louis Achard                      |                  |                       |
| 1971                                                   | 1977                      | Louis Achard                      |                  | maire sortant         |
| 1977                                                   | 1983                      | Louis Achard                      |                  | maire sortant         |
| 1983                                                   | 1989                      | Louis Achard                      |                  | maire sortant         |
| 1989                                                   | 1992                      | Louis Achard                      |                  | maire sortant         |
| 1992 (élection ?)                                      | 1995                      | Freddy Martin-Rosset              | PS               | journaliste           |
| 1995                                                   | 2001                      | Freddy Martin-Rosset              | PS               | maire sortant         |
| 2001                                                   | 2008                      | Freddy Martin-Rosset              | PS               | maire sortant         |
| 2008                                                   | 2014                      | Freddy Martin-Rosset              | PS               | maire sortant         |
| 2014                                                   | 2020                      | Yves Lafaury                      | (sans étiquette) | retraité (commerçant) |
| 2020                                                   | En cours (au 4 mars 2021) | Yves Lafaury[source insuffisante] |                  | maire sortant         |

## Population et société

### Démographie
L'évolution du nombre d'habitants est connue à travers les recensements de la population effectués dans la commune depuis 1881. Pour les communes de moins de 10 000 habitants, une enquête de recensement portant sur toute la population est réalisée tous les cinq ans, les populations de référence des années intermédiaires étant quant à elles estimées par interpolation ou extrapolation. Pour la commune, le premier recensement exhaustif entrant dans le cadre du nouveau dispositif a été réalisé en 2007.

En 2022, la commune comptait 1 527 habitants, en évolution de −1,99 % par rapport à 2016 (Drôme : +2,64 %, France hors Mayotte : +2,11 %).
| 1881 | 1886 | 1891 | 1896 | 1901 | 1906 | 1911 | 1921 | 1926 |
| ---- | ---- | ---- | ---- | ---- | ---- | ---- | ---- | ---- |
| 861  | 904  | 882  | 857  | 879  | 871  | 879  | 873  | 881  |

| 1931 | 1936 | 1946 | 1954 | 1962 | 1968 | 1975 | 1982 | 1990 |
| ---- | ---- | ---- | ---- | ---- | ---- | ---- | ---- | ---- |
| 875  | 850  | 816  | 840  | 935  | 981  | 968  | 956  | 968  |

| 1999  | 2006  | 2007  | 2012  | 2017  | 2022  | - | - | - |
| ----- | ----- | ----- | ----- | ----- | ----- | - | - | - |
| 1 096 | 1 250 | 1 272 | 1 537 | 1 521 | 1 527 | - | - | - |

### Services et équipements
- Refuge de chiens[15].

### Enseignement
La commune relève de l'académie de Grenoble.

### Médias
La population de la commune se situe dans l'aire de diffusion de plusieurs médias :
- Presse écrite
  - Le Dauphiné libéré, quotidien régional qui consacre, chaque jour, y compris le dimanche, dans son édition de « Romans et Drôme des collines » un ou plusieurs articles à l'actualité du canton et de la commune, ainsi que des informations sur les éventuelles manifestations locales, les travaux routiers, et autres événements divers à caractère local.
  - L'Impartial de la Drôme, hebdomadaire régional. Le journal retrace chaque semaine les événements économiques, politiques, associatifs, culturels et sportifs de la vie locale et régionale.
  - L'Agriculture Drômoise, journal d'informations agricoles et rurales, couvre l'ensemble du département de la Drôme.
  - Drôme Hebdo (ancien Peuple Libre), hebdomadaire chrétien d'informations.
- Presse audio-visuelle
  - Ici Drôme Ardèche est une radio publique diffusée sur son territoire et dans celui du département de la Drôme.

## Économie

### Agriculture
En 1992 : céréales, fruit et légumes (coopérative), miellerie.
- Foire : le mardi saint[15].

## Culture locale et patrimoine

### Lieux et monuments
- Château de Lachal, ancienne commanderie[16].
- Château du Mouchet, maison forte du XVe siècle remaniée au XIXe siècle[réf. nécessaire] : portail[15].
- Église Saint-François-Régis d'Épinouze dont la partie centrale date du XVe siècle, reconstruite au XIXe siècle[15].
- Maisons en appareil limousin très régulier[15].
- Fermes fortes[15].
- Ancienne gare ferroviaire[réf. nécessaire].

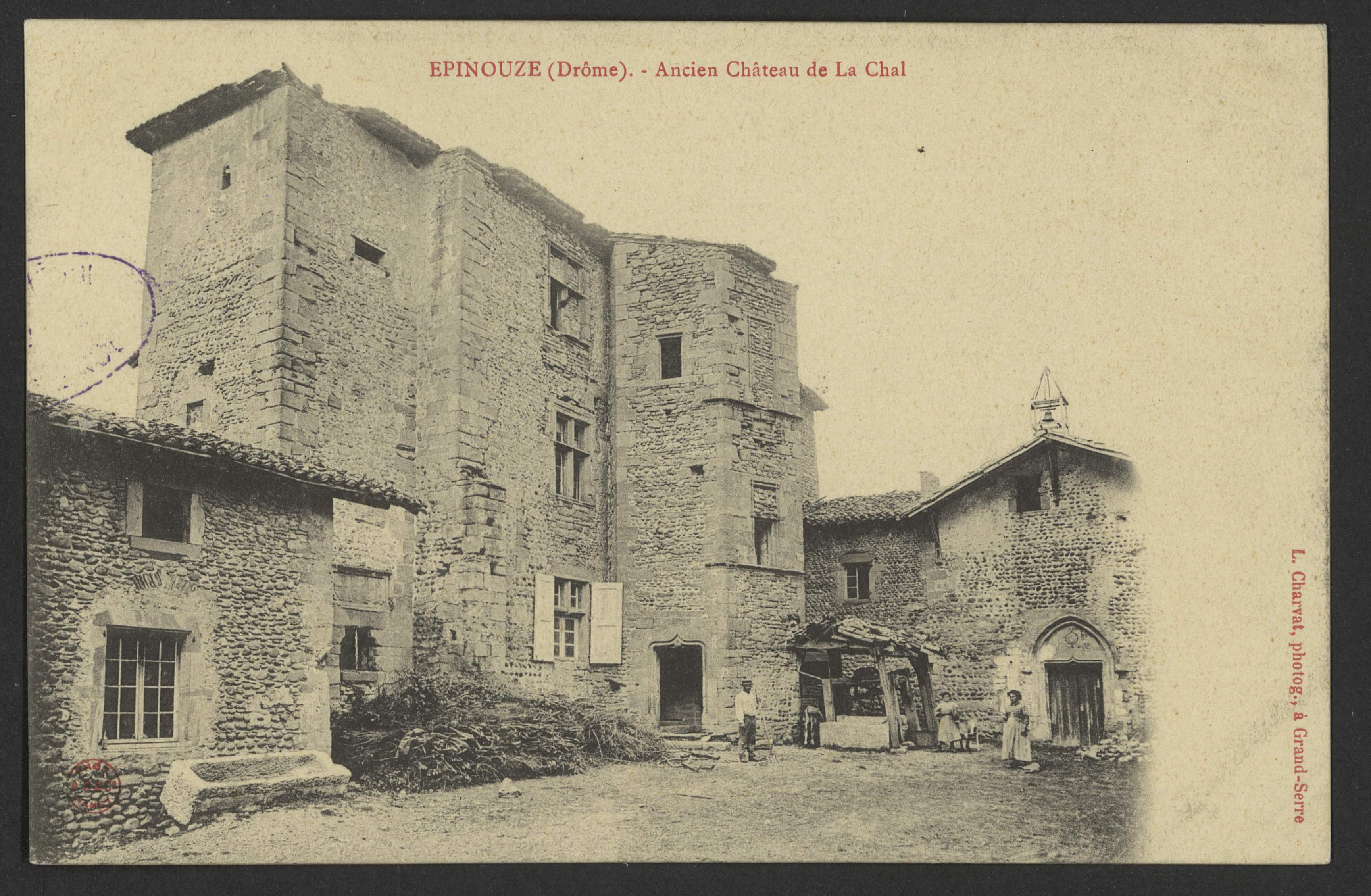
Le château de Lachal.
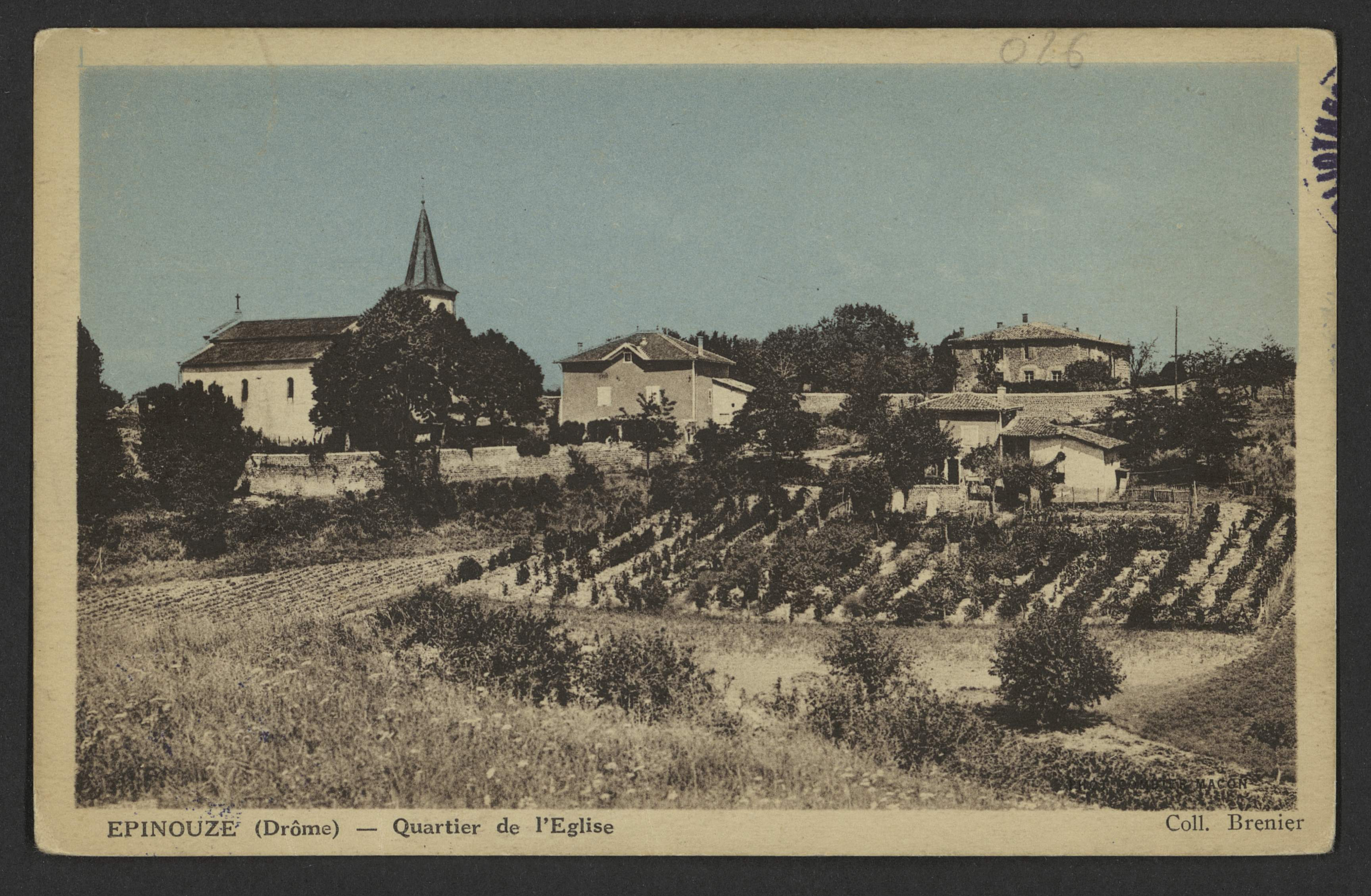
Epinouze, le quartier de l'église.
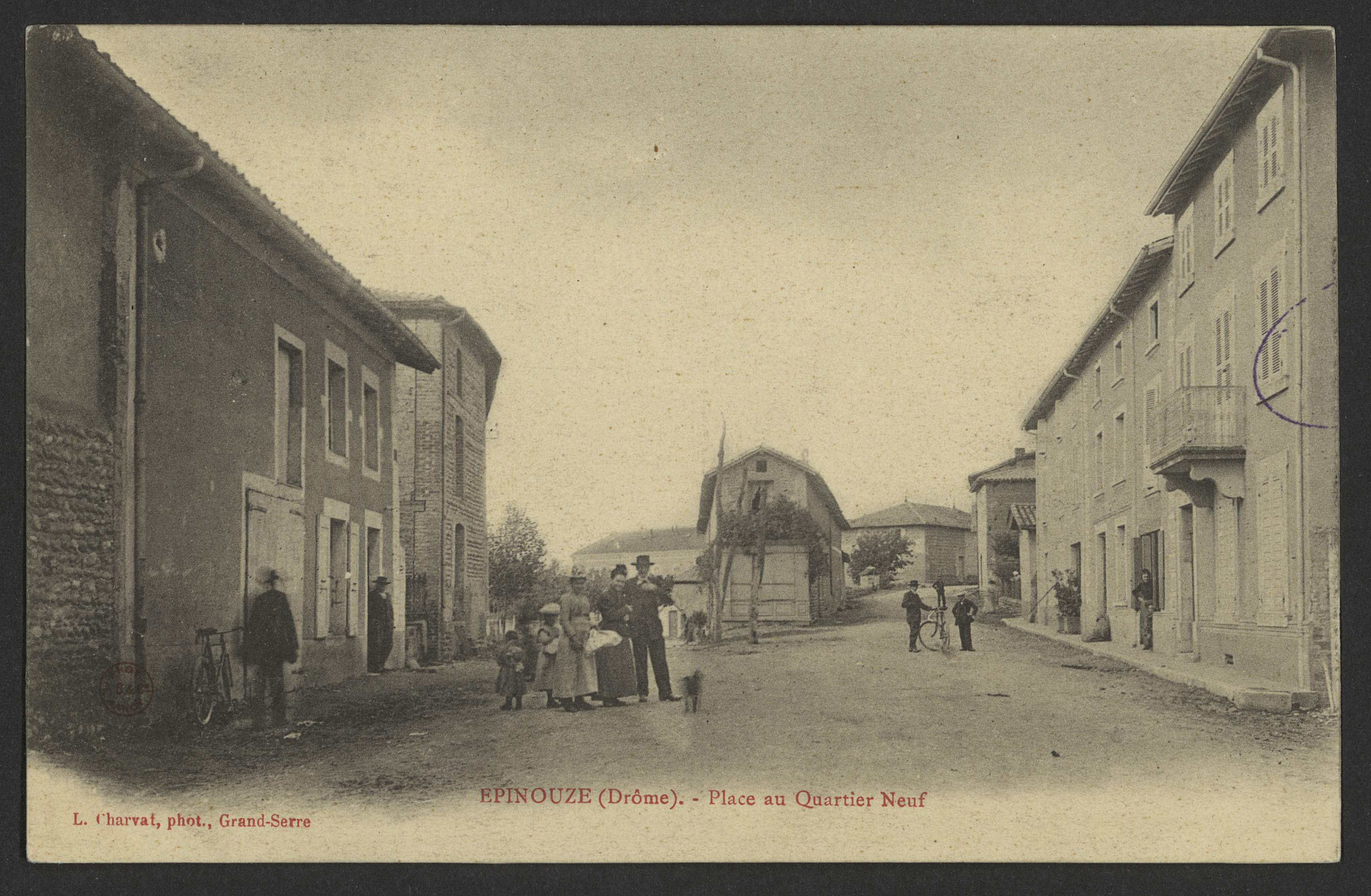
Epinouze, la place du Quartier Neuf.
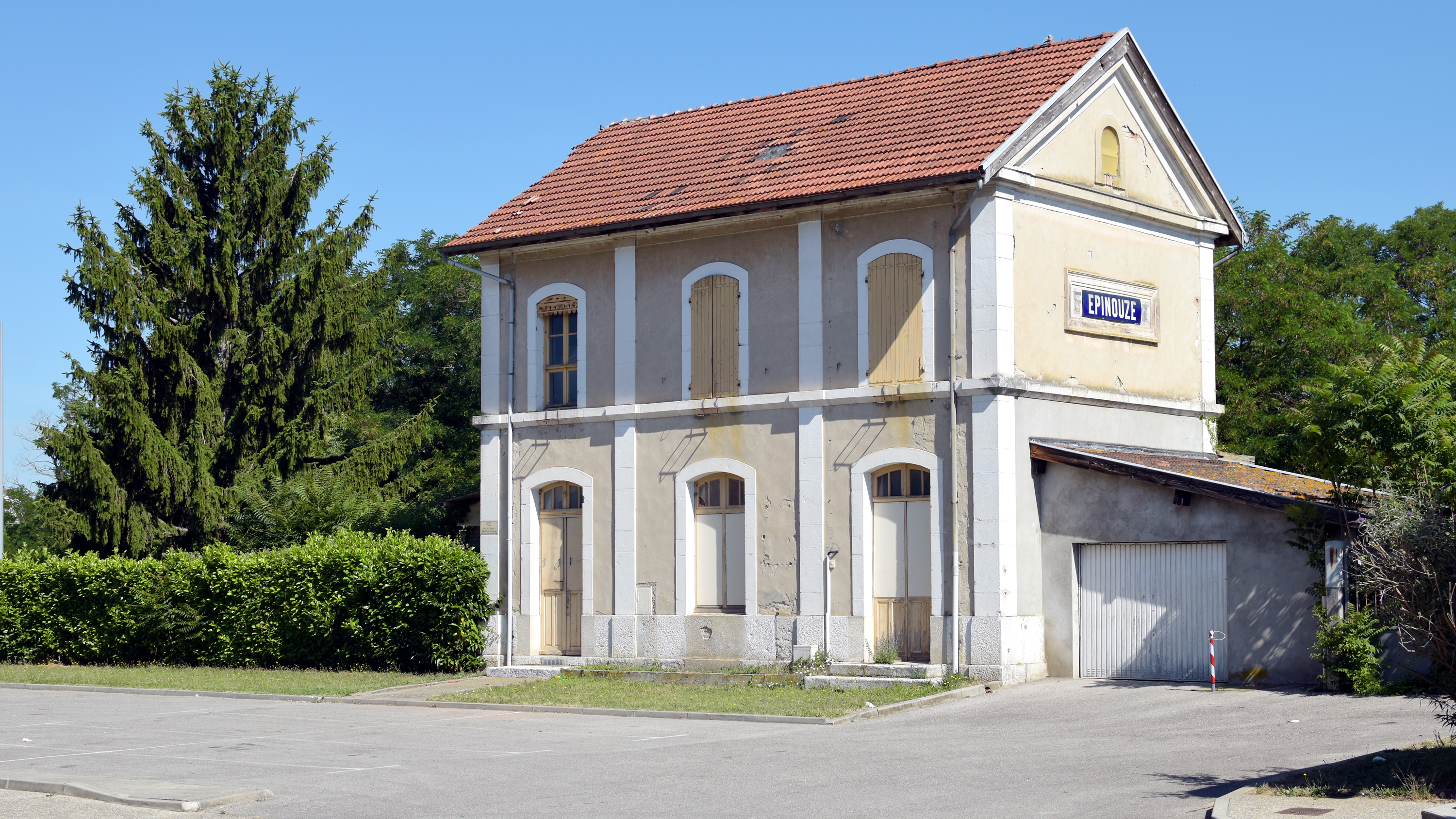
L'ancienne gare d'Épinouze.

### Patrimoine culturel
À travers l'association Valloire loisirs, Épinouze et d'autres villages des alentours soutiennent des projets socio-culturels.

### Personnalités liées à la commune
- Fabien Revol (né le 12 octobre 1978 à Épinouze) :  théologien catholique français, spécialiste de la théologie de la Création.

### Héraldique, logotype et devise
|  | Épinouze possède des armoiries dont l'origine et le blasonnement exact ne sont pas disponibles. |